# Notopteris neocaledonica
Notopteris neocaledonica — вид рукокрилих, родини Криланових.

## Морфологія
Морфометрія. Довжина голови й тіла: близько 100 мм, довжина передпліччя: 60—72 мм, хвіст близько 60 мм, вага в середньому 50—60 грам. 
Опис. Забарвлення верху світло-коричневе, коричнево-жовте чи темно-коричневе. Самці мають спереду шиї пучок з брунатно-оливкового чи тьмяного жовтувато-оранжевого волосся.  

## Поширення, поведінка
Країни поширення: Нова Каледонія. Відомий тільки з кількох печер в північній частині острова Нова Каледонія. Утворює колонії до 300 тварин і є рідкісним видом.  